# Angeliera phreaticola
Angeliera phreaticola is een pissebed uit de familie Microparasellidae. De wetenschappelijke naam van de soort is voor het eerst geldig gepubliceerd in 1952 door Chappuis & Delamare.